# Morto Não Fala
Morto Não Fala é um filme brasileiro do gênero terror e suspense de 2019. Com direção de Dennison Ramalho, o filme traz acontecimentos sobrenaturais que ocorrem com um funcionário de um necrotério de uma cidade violenta, interpretado por Daniel de Oliveira. Conta com Fabiula Nascimento, Bianca Comparato e Marco Ricca nos demais personagens principais.

## Sinopse
Stênio (Daniel de Oliveira) é funcionário plantonista de um necrotério de uma grande cidade muito violenta. Durante as madrugadas de plantão, ele nunca está sozinho, pois possui um dom sobrenatural de se comunicar com os mortos. As confissões sobrenaturais que ele ouve acabam por revelar segredos que envolvem sua própria vida. Com isso, Stênio desencadeia uma maldição que coloca em risco a sua vida e a de seus familiares.

## Elenco
- Daniel de Oliveira ... Stênio
- Fabiula Nascimento ... Odete
- Bianca Comparato ... Lara
- Marco Ricca ... Jaime
- Annalara Prates ... Ciça
- Marcos Kligman ... ministro na TV

## Lançamento
Morto Não Fala teve lançamento antecipado no exterior sob o título de The Nightshifter. Em julho de 2018, o filme fez sua estreia no Fantasia International Film Festival, no Canadá, tendo passado por diversos festivais desde então, como o Festival Internacional de Cinema de Terror de Lisboa e também o Festival do Rio, no Brasil.
Teve distribuição nacional pela Pagu Pictures. Foi lançado nas salas de cinema do Brasil em 10 de outubro de 2019. Foi lançado em mídia física, blu-ray e DVD em 2021 pela Versátil Home Vídeo.

## Recepção
Morto Não Fala foi bem recebido pelos críticos de cinema. No site AdoroCinema, possui uma classificação de 3,2 estrelas de 5 com base em 7 resenhas críticas da imprensa especializada em cinema. Do Omelete, Marcelo Hessel disse que "a mesma forma que "Morto Não Fala" começa clínico e vai injetando sangue nos corpos até reanimá-los por completo, a abordagem da violência também se transforma. Ramalho parte do dado estatistico, distanciado e aos poucos trata de descascar a nossa cebola social até seu núcleo crítico."
Marcelo Müller, no Papo de Cinema, elogiou a direção e o desempenho do protagonista Daniel de Oliveira dizendo que "Dennison Ramalho investe não somente na riqueza de detalhes relativos a corpos sendo eviscerados, mas também na delineação de um pano de fundo com várias violências. [...] Daniel de Oliveira apresenta um desempenho notável como esse sujeito ambíguo."
Já Mario Abbade, do O Globo, questionou furos no roteiro, dizendo: "O longa de Ramalho tem tudo o que os fãs de terror gostam: sustos, sangue, vísceras e suspense, entre outros clichês do gênero. O elenco está ótimo. O equívoco está no roteiro quando esbarra em temas tão sérios como machismo e assassinato por vingança."

## Principais prêmios e indicações
| Ano  | Festival                                         | Categoria                                 | Nomeações                          | Resultado | Ref.   |
| ---- | ------------------------------------------------ | ----------------------------------------- | ---------------------------------- | --------- | ------ |
| 2018 | Sitges - Catalonian International Film Festival  | Melhor Filme                              | Dennison Ramalho                   | Indicado  |        |
| 2019 | Mostra de Cinema Fantàstic i de Terror de Ponent | Melhor Filme do Júri                      | Dennison Ramalho                   | Indicado  |        |
| 2020 | Fangoria Chainsaw Awards                         | Melhor Filme (Streaming Premiere)         |                                    | Indicado  | [ 9 ]  |
| 2020 | Fangoria Chainsaw Awards                         | Melhor Ator                               | Daniel de Oliveira                 | Indicado  | [ 9 ]  |
| 2020 | Fangoria Chainsaw Awards                         | Melhor Maquiagem                          | Britney Federline e Marcelo A.M.P. | Indicado  | [ 9 ]  |
| 2020 | Prêmio Guarani de Cinema Brasileiro              | Melhor Ator                               | Daniel de Oliveira                 | Indicado  | [ 10 ] |
| 2020 | Prêmio Guarani de Cinema Brasileiro              | Melhor Roteiro Adaptado                   | Cláudia Jouvin e Dennison Ramalho  | Indicado  | [ 10 ] |
| 2020 | Prêmio Guarani de Cinema Brasileiro              | Melhor Maquiagem                          | Britney Federline                  | Venceu    | [ 10 ] |
| 2020 | Prêmio Guarani de Cinema Brasileiro              | Melhor Efeitos Visuais                    | Guilherme Ramalho                  | Venceu    | [ 10 ] |
| 2020 | Grande Prêmio do Cinema Brasileiro               | Melhor Ator                               | Daniel de Oliveira                 | Indicado  | [ 11 ] |
| 2020 | Grande Prêmio do Cinema Brasileiro               | Melhor Maquiagem                          | Britney Federline                  | Indicado  | [ 11 ] |
| 2020 | Grande Prêmio do Cinema Brasileiro               | Melhor Efeitos Visuais                    | Guilherme Ramalho                  | Indicado  | [ 11 ] |
| 2020 | Grande Prêmio do Cinema Brasileiro               | Melhor Primeira Direção de Longa-Metragem | Dennison Ramalho                   | Indicado  | [ 11 ] |